# ویما کادفیسس
کوشاناپوترا (شاهی واماتاکشا) ماسیا

واکاناپاتینا هوما (دواکولو) کاریتا

ویما کادفیسس یا کادفیسس دوم (یوناتی: Οοημο Καδφιϲηϲ Ooēmo Kadphisēs؛ خروشتی: 𐨬𐨁𐨨 𐨐𐨫𐨿𐨤𐨁𐨭 ویما کالپیسا، Vima Kalpiśa)، شاهنشاه کوشانی از سال ۱۱۳ الی ۱۲۷ میلادی بود. مطابق سنگ‌نوشته رباطک، او پسر ویما تاکتو و پدر کانیشکای بزرگ است.

## سکه‌شناسی
کادفیسس دوم برای اولین بار ضرب سکه طلا را علاوه بر سکه‌های مس و نقره پیشین معرفی کرد. به نظر می‌رسد بیشتر طلا از طریق تجارت با امپراتوری روم به دست آمده است. استاندارد وزن طلای سکه‌های او تقریباً هشت گرم است که با سکه‌های رومی قرن اول مطابقت دارد. شمش طلا از روم ذوب می‌شد و برای ضرابخانه‌های کوشانیان در قندوز استفاده می‌شد. این سکه‌ها سه استاندارد داشتند: دولایه، یک‌لایه، و یک چهارم لایه (دینار).
استفاده از سکه‌های طلایی گواه بر رونق امپراتوری کوشانی از زمان ویما تاکتو است که مرکز تجارت بین دودمان هان چین (جایی که ویما با نام 阎膏珍 شناخته می‌شد)، آسیای مرکزی، اسکندریه مصر و انطاکیه در غرب بود. کوشانی‌ها توانستند جاده ابریشم را حفظ کرده و از آن محافظت کنند و به ابریشم، ادویه‌ها، منسوجات یا داروها به رونق تجارت بین چین، هند و روم بیفزایند. به ویژه، بسیاری از کالاها با کشتی به امپراتوری روم فرستاده شد و جریان بازگشتی کالاها شامل شمش‌های طلا، شراب یونانی و بردگان را بود. آثار هنری نیز از همه جهات وارد می‌شد، چنان‌که تنوع و کیفیت آثار یافت شده در پایتخت تابستانی کوشان در بگرام و بامیان افغانستان مشاهده می‌شود. همان‌طور که هنر یونانی-بودایی منطقه گنداره نشان می‌دهد، کوشانیان یک سنت‌گرایی هنری قوی از تلافی هنر هندی و یونانی ایجاد کردند.
تاریخ روم به دیدار سفرای پادشاهان هند از دربار تراژان (۹۸–۱۱۷ بعد از میلاد) مربوط می‌شود که حاوی هدایا و نامه‌هایی به زبان یونانی بود که توسط ویما کادفیسس یا پسرش کانیشکا ارسال شده بود.
بیشتر سکه‌های ویما کادفیسس نماد بودایی تریراتانا را در پشت آن نشان می‌دهند (یا احتمالاً نماد شیوا، که به اهمیت آیین هندویسم در دربار کوشانی اشاره دارد.

## نمونه سکه‌ها

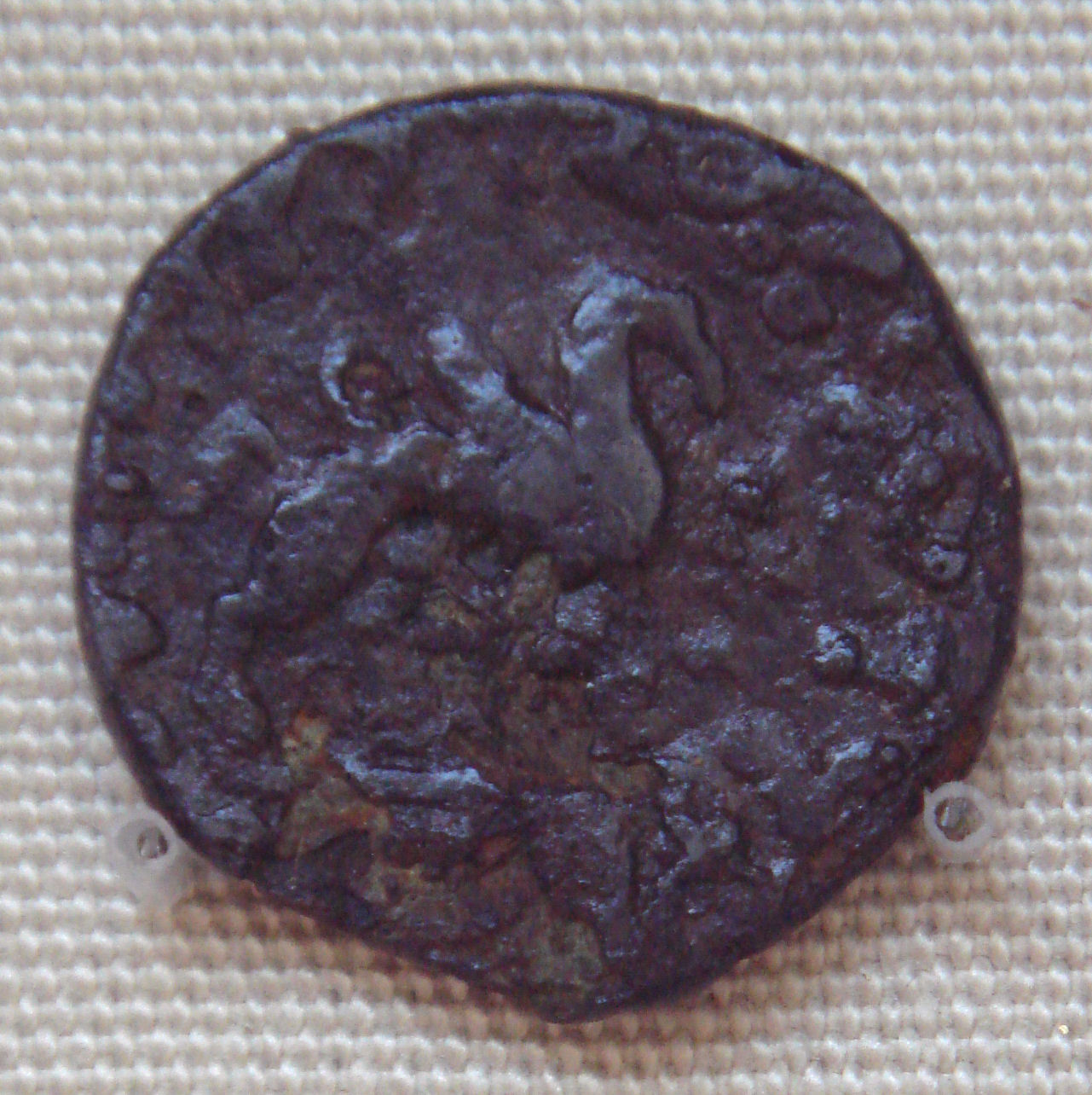
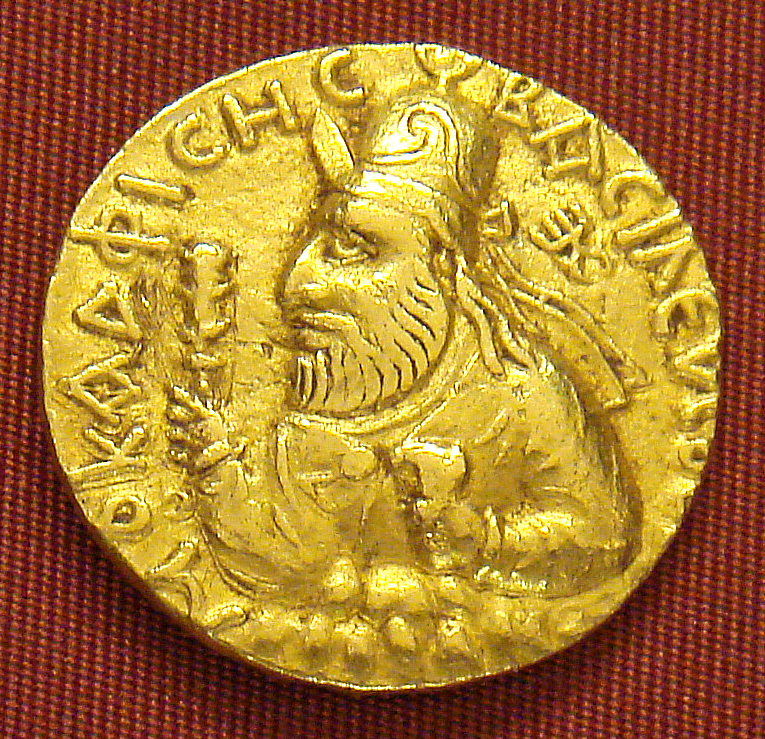
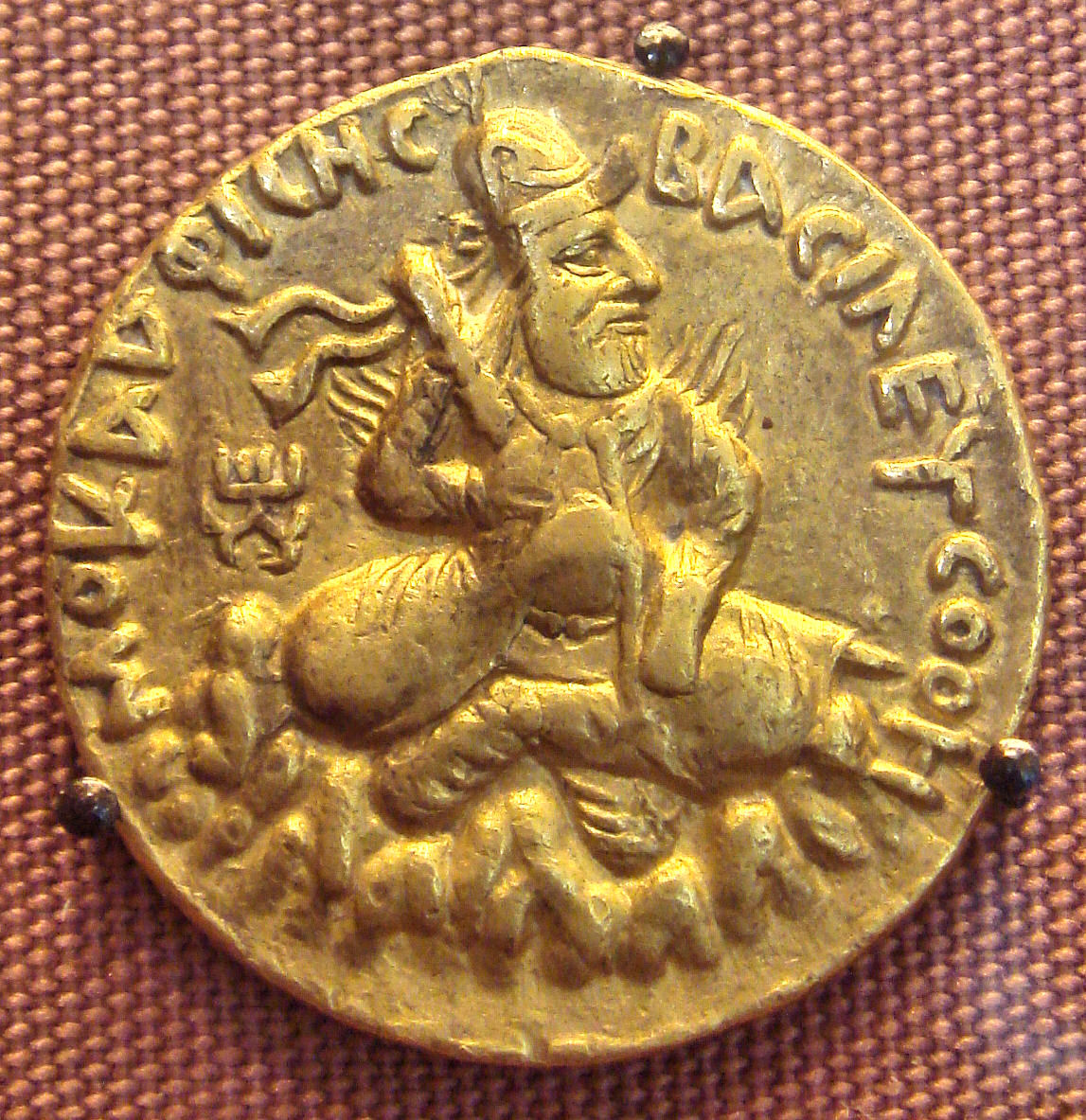
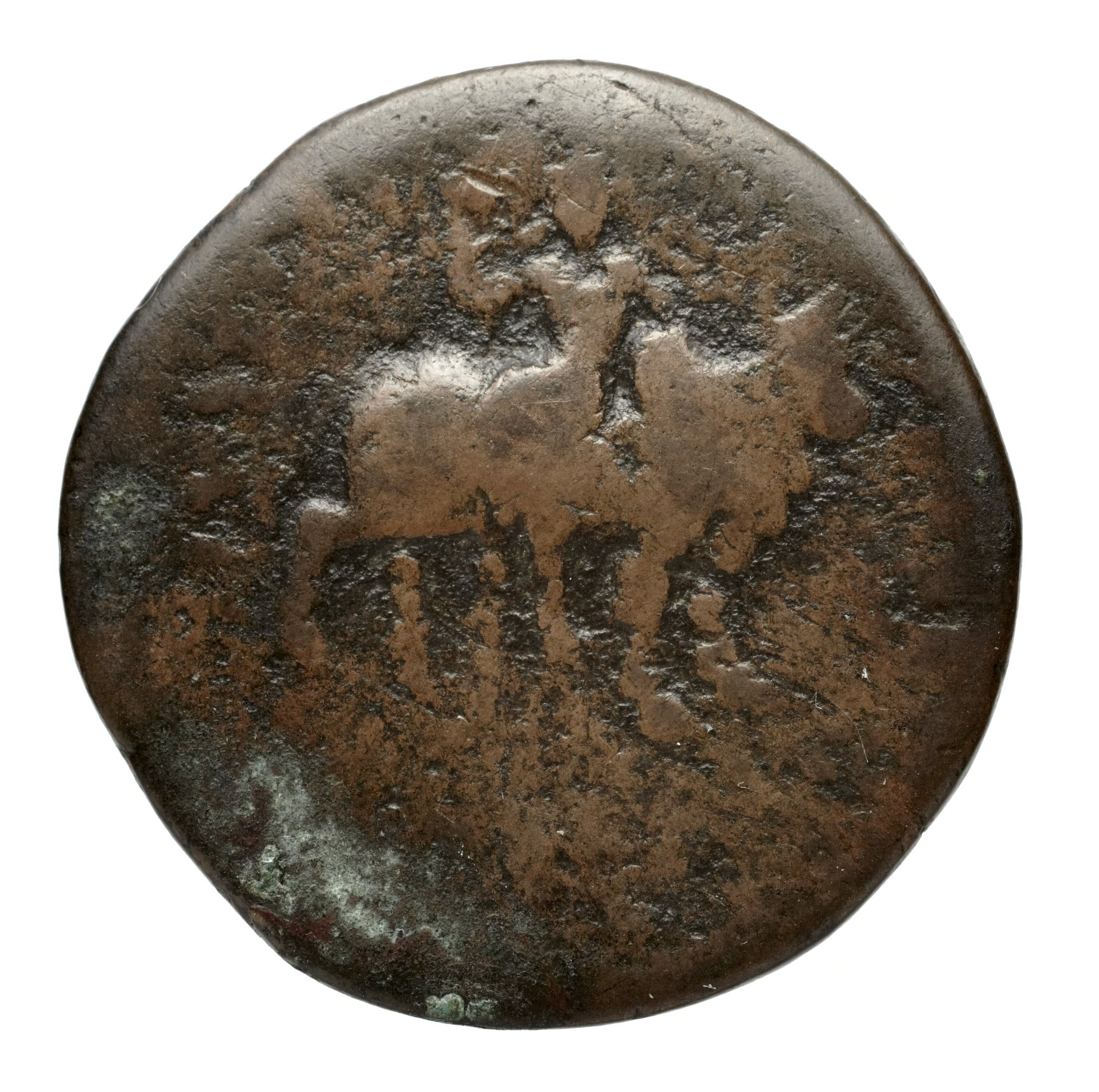
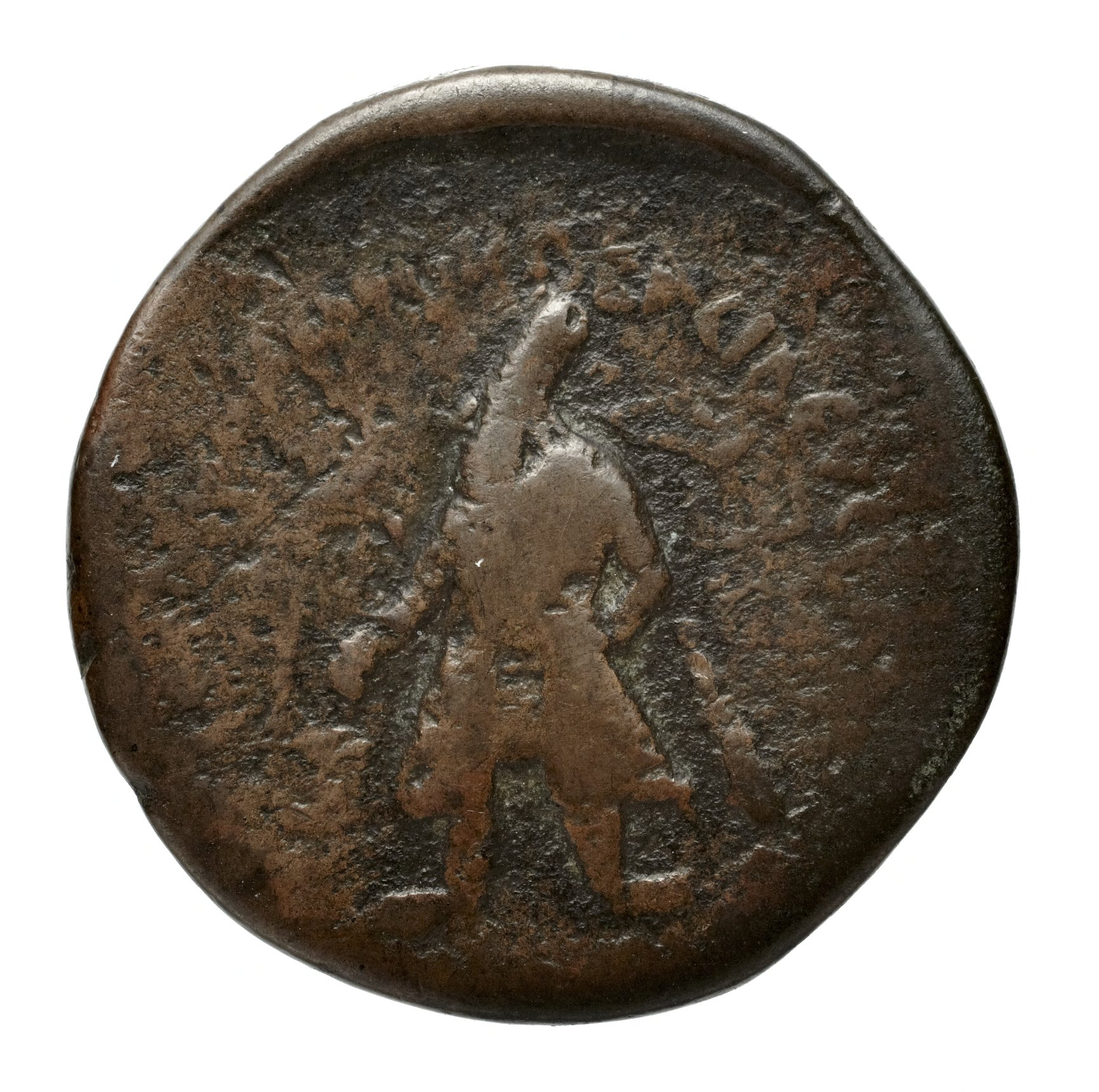

- پرونده:Plate XX Vima Kadphises.jpg
- پرونده:Plate XX-Vima.jpg
- پرونده:Vima31.jpg
- پرونده:Vima33.jpg
- پرونده:Vima34.jpg
- پرونده:Vima36.jpg